# Rodney Moore
Rodney Moore (Estados Unidos, 9 de mayo de 1950) es un actor y productor de cine pornográfico estadounidense.
Entró en la industria del porno en 1992, grabando a parejas y a amateurs y vendiendo las cintas. Con el tiempo conoció gente en la industria y su carrera empezó a despegar.

## Premios
- 2006 AVN Hall of Fame[2]
- 2013 XRCO Hall of Fame[3]